# Li Xuerui
Li Xuerui (en chino: 李雪芮; Chongqing, 24 de enero de 1991) es una deportista china que compitió en bádminton, en la modalidad individual.
Participó en dos Juegos Olímpicos de Verano, obteniendo una medalla de oro en Londres 2012, en la prueba individual, y el cuarto lugar en Río de Janeiro 2016.
Ganó dos medallas de plata en el Campeonato Mundial de Bádminton, en los años 2013 y 2014. En los Juegos Asiáticos de 2014 consiguió dos medallas, oro por equipo y plata individual.

## Palmarés internacional
| Juegos Olímpicos   | Juegos Olímpicos        | Juegos Olímpicos | Juegos Olímpicos |
| Año                | Lugar                   | Medalla          | Prueba           |
| ------------------ | ----------------------- | ---------------- | ---------------- |
| 2012               | Londres (Reino Unido)   | Medalla de oro   | Individual       |
| Campeonato Mundial |                         |                  |                  |
| Año                | Lugar                   | Medalla          | Prueba           |
| 2013               | Cantón (China)          | Medalla de plata | Individual       |
| 2014               | Copenhague (Dinamarca)  | Medalla de plata | Individual       |
| Juegos Asiáticos   |                         |                  |                  |
| Año                | Lugar                   | Medalla          | Prueba           |
| 2014               | Incheon (Corea del Sur) | Medalla de oro   | Equipo           |
| 2014               | Incheon (Corea del Sur) | Medalla de plata | Individual       |